# Ali Güngörmüş
Ali Haydar Güngörmüş (* 15. Oktober 1976 in Pageou, Provinz Tunceli, Türkei) ist ein deutscher Sterne- und Fernsehkoch. Er war 2006 der erste deutschtürkische Koch, der einen Michelin-Stern erhielt. Er war einer der ersten Fernsehköche, die in Deutschland Gerichte der türkischen Küche zubereiteten.

## Leben
Güngörmüş wurde als mittleres von sieben Kindern geboren. Die ersten zehn Jahre seines Lebens verbrachte er in Pageou, einem mittlerweile abgegangenen Dorf. Die alevitische Familie hatte einen kleinen Bauernhof im ostanatolischen Hochland. Der Vater arbeitete seit 1964 als Schweißer in München. 1986 zog die Frau mit den Kindern zum Vater nach Deutschland, wo Ali seinen Hauptschulabschluss machte. Gegen den Widerstand seiner Eltern und der Familie ließ er sich ab September 1991 im Wirtshaus am Rosengarten zum Koch ausbilden. Im Anschluss erhielt er von der IHK Oberbayern ein Begabtenstipendium über 10.000 Euro.
Ab 2000 war er vorübergehend Küchenchef im Szenerestaurant Lenbach, anschließend wurde er Jungkoch bei Karl Ederer im 1-Sterne-Restaurant Glockenbach in München. Ederer wurde in der Folge sein Förderer und vermittelte ihm eine Anstellung im 2-Sterne-Haus Tantris und in den Schweizer Stuben in Wertheim.
2005 eröffnete Güngörmüş in Hamburg-Othmarschen das Restaurant Le Canard Nouveau. Im November 2006 wurde sein Restaurant mit einem Michelin-Stern ausgezeichnet. Ende 2016 gab Güngörmüş die Position des Küchenchefs an Florian Pöschl ab, blieb aber Mitinhaber des Le Canard Nouveau.
2014 eröffnete er zudem in München das Restaurant Pageou in den ehemaligen Räumen des Ederer. Pageou hieß sein Heimatdorf in Ostanatolien.
2022 folgte das Pera Meze im Gärtnerplatzviertel in München. Benannt ist das türkische Restaurant nach dem Stadtviertel Beyoğlu in Istanbul, das früher unter dem griechischen Namen Pera bekannt war.
In „Roadtrip Amerika“ (Kabel Eins) tourt Spitzenkoch Ali vier Wochen lang zusammen mit Frank Rosin und Alexander Kumptner in einem Wohnmobil durch Amerika – von der Westküste zur Ostküste. In Begleitung eines Kamerateams erleben die drei Fernsehköche dabei viele nicht alltägliche Momente wie Fallschirmsprung, Hot-Dog-Wettessen, Tauchgang mit Haien oder eine Pythonjagd.
Güngörmüş war 2023 Kandidat der 16. Staffel von Let’s Dance und belegte den 8. Platz.

## Medien
Güngörmüş ist als Juror in der ZDF-Sendung Die Küchenschlacht zu sehen. Zwischen 2012 und 2013 moderierte er die Sendung auch vier Wochen. Außerdem trat er auch in der Kochsendung Lanz kocht! auf, die ebenfalls im ZDF gesendet wurde.
Für Fatih Akıns Filmkomödie Soul Kitchen (2009) coachte Ali Güngörmüş den Schauspieler Birol Ünel, der in dem international ausgezeichneten Film einen exzentrischen Koch darstellt. Eine Szenenfolge zu Anfang des Films spielt im Le Canard Nouveau.
Güngörmüş war seit dem 11. November 2013 bis zur Einstellung der Juror in der ZDF-Kochsendung Topfgeldjäger mit Alexander Herrmann und war somit Nachfolger von Frank Rosin. Zuvor war er mehrfach Juror bei den Duellen zwischen dem früheren Moderator Steffen Henssler und dem weiteren Juror Rosin gewesen.
Seit dem 11. Mai 2014 ist er einer der Profiköche in den VOX-Kochsendungen Grill den Henssler (11 Auftritte) und Grill den Profi. Zudem trat er in der am 3. Februar 2019 erstmals ausgestrahlten Folge der Kochsendung Kitchen Impossible im Kochduell gegen Tim Mälzer an.
Seit dem 15. Januar 2019 ist er in der hr-Kochsendung Koch’s anders – Hessische Küche neu entdeckt zu Gast in hessischen Haushalten. Hier verkostet er typische regionale Gerichte und muss sie anschließend neu interpretieren. Bis März 2025 wurden in sieben Staffeln 70 Folgen ausgestrahlt.
Ab 2020 wurden drei Staffeln der Kochsendung Grillen mit Ali und Adnan für das BR Fernsehen produziert, in der Güngörmüş mit dem Schauspieler Adnan Maral zusammen Gerichte grillte. 2023 übernahm Ivana Sanshia Austermayer den Platz von Ali Güngörmüş und der Name änderte sich in Grillen mit Ivana und Adnan. 2021 spielte Güngörmüş im von Maral produzierten Fernsehfilm Servus, Schwiegermutter! die Rolle des Dr. Zirner. Der Film wurde am 29. Oktober 2021 im Ersten erstausgestrahlt.
Er war außerdem in der Magazinsendung Wir in Bayern des BR Fernsehens zu sehen.

## Auszeichnungen
- 2006: Ein Michelin-Stern (seit Michelin 2007) für das Le Canard Nouveau
- 2006 wurde er zu einem der 100 Köpfe von morgen von der Initiative Deutschland – Land der Ideen gewählt.
- 2018: 17 Punkte im Gault-Millau für das Restaurant Pageou, München (seit Ausgabe 2019)[16]

## Bücher
- Ali Güngörmüş. Süddeutsche Zeitung Edition, Reihe: Bibliothek der Köche, München 2008, gebunden, ISBN 978-3-86615-556-5.
- Meine türkische Küche. Dorling Kindersley Verlag, München 2016, gebunden, ISBN 978-3-8310-2786-6.
- Schau in die Sonne, schau in den Tag. Der Geschmack meines Lebens. Rowohlt, Hamburg 2019, gebunden, ISBN 978-3-498-02542-7.
- Meine Aromenküche: mediterran – orientalisch – besonders. Dorling Kindersley Verlag, München 2019, gebunden, ISBN 978-3-8310-3643-1.
- Mediterran: 100 kreative Rezepte rund ums Mittelmeer. Dorling Kindersley Verlag, München 2021, gebunden, ISBN 978-3-8310-4186-2.
- Meze vegetarisch: kombinieren, teilen, genießen. Dorling Kindersley Verlag, München 2022, gebunden, ISBN 978-3-8310-4357-6.
- Mediterran Express. Dorling Kindersley Verlag, München 2024, gebunden, ISBN 978-3-8310-4845-8.

## Filme
- In fremden Töpfen. Ein Sternekoch reist durch Deutschland. Fernseh-Reportage, Deutschland, 2010, 60 Min., Buch und Regie: Ralph Quinke, Produktion: Spiegel TV, Erstsendung: 21. Dezember 2010 auf VOX[17]
- Jenseits von Herd und Hummer. Sterneköche privat. Dokumentarfilm, Deutschland, 2009, 94 Min., Buch: Anja Gerloff und Ralph Quinke, Regie: Ralph Quinke, Produktion: Spiegel TV, Erstsendung: 30. Oktober 2010 auf VOX – Portraits der Meisterköche Ali Güngörmüş, Karl-Emil Kuntz und Lea Linster[18]